# Веце
Веце (нім. Weeze) — громада в Німеччині, знаходиться в землі Північний Рейн-Вестфалія. Підпорядковується адміністративному округу Дюссельдорф. Входить до складу району Клеве.
Площа — 79,49 км2. Населення становить 11 228 ос. (станом на 31 грудня 2020).